# دبورا رومرو
دبورا رومرو (انگلیسی: Deborah Romero؛ زادهٔ ۱۰ ژانویهٔ ۱۹۹۷) بازیکن فوتبال اهل مکزیک است.